# Drvo krastavac
Drvo krastavac (Averhoa, drvo–krastavac, drvokrastavac, lat. Averrhoa), biljni rod iz porodice ceceljevki s četiri priznate vrste. Ime je dobio po islamskom filozofu Averroesu. Za većinu vrsta ne zna se točno odakle potječu, a mnoge su introducirane po mnogim državama uglavnom s tropskom klimom. Vrsta A. leucopetala raste samo na otoku Celebes a  A. dolichocarpa na Novoj Gvineji (Irian Jaya).
Najpoznatije vrste A. bilimbi i A. carambola uzgajaju se radi jestivih plodova. Plodovi vrste karambola, zvjezdastog su oblika, pa je ta vrsta poznata kao zvjezdasto voće. Karambola je bogata oksalnom kiselinom, a sadrži i dva opasna spoja koja mogu imati štetan učinak na zdravlje bubrežnih bolesnika.

## Vrste
1. Averrhoa bilimbi L.
2. Averrhoa carambola L.
3. Averrhoa dolichocarpa Rugayah & Sunarti
4. Averrhoa leucopetala Rugayah & Sunarti

- Narezani plodovi vrste Zvjezdasto voće, A. carambola
- stablo zvjezdastog voća s plodom, A. carambola